# Last Day of June
Last Day of June è un videogioco rompicapo ad avventura grafica del 2017, sviluppato dalla Ovosonico e pubblicato dalla 505 Games. Il gioco è stato distribuito in tutto il mondo su Microsoft Windows, PlayStation 4 e Nintendo Switch il 31 agosto 2017. La colonna sonora è stata realizzata dal cantante Steven Wilson.

## Trama
Last Day of June racconta la storia di Carl che ripercorre nei suoi ricordi gli ultimi attimi di vita della moglie June, morta a causa di un incidente d'auto. In questi ricordi, attraverso una variazione degli stessi, Carl cerca di evitare la morte di June in un susseguirsi di effetto farfalla.

## Modalità di gioco
Il giocatore impersona oltre che il protagonista Carl anche vari altri personaggi secondari ripercorrendo, nei loro ricordi, i momenti antecedenti che condurranno all'incidente che provocherà la morte di June. Il gioco si sviluppa in enigmi ambientali e si focalizza principalmente sui rapporti di causa ed effetto tra i vari ricordi dei vari personaggi. All'interno del gioco non è presente alcuna forma di dialogo verbale ma le interazioni avvengono attraverso gesti o versi che fanno intuire il loro significato.

## Colonna sonora
La relativa colonna sonora del videogioco è stata realizzata dal musicista britannico Steven Wilson ed è stata pubblicata il 1º dicembre 2017.

## Accoglienza
| Testata        | Giudizio |
| -------------- | -------- |
| Everyeye.it    | 8.5      |
| Multiplayer.it | 8.5      |

Last Day of June ha avuto un'accoglienza generalmente positiva.